# Август Саксен-Кобург-Готський
Август Саксен-Кобург-Готський (1818—1881) — німецький принц католицької лінії Саксен-Кобург-Кохарі, гілки династії Саксен-Кобург-Гота, і королівський генерал-майор Саксонії. У 1831 році він отримав титул герцога Саксен-Кобург-Кохарі. Батько болгарського царя Фердинанда I.

## Біографія
Народився 3 червня 1818 р. у Відні, як принц Август Людвіг фон Віктор Саксен-Кобург-Гота-Заальфелльд. Він був другим сином князя Фердинанда Георга Саксен-Кобург-Заальфельда (1785—1851) і його дружини — угорської принцеси Марії Антонії фон Кохарі (1797—1862).
20 квітня 1843 Август одружився в Сен-Клодському палаці французькою принцесою Клементиною Орлеанською (1817—1907), дочкою французького короля Луї-Філіпа і Марія Амалії Неаполітанської. Сім'я оселилася в Кобургському палаці у Відні. Після смерті матері в серпні став спадкоємцем її великих володінь в Угорщині, що зробило його одним з найбільш значних угорських земельних магнатів. Август став почесним членом Геологічного товариства в Угорщині.
2 травня 1881 австро-угорський імператор Франц Йосиф наділив Августа правом на звернення «Ваша Величність». До цього всі зверталися до нього «Ваша Милість». Причиною такої честі став укладений шлюб між принцесою Стефанією Бельгійською (сестрою його невістки Луїзи) та австрійським ерцгерцогом, князем Рудольфом Австрійським.
У 1860 році князь Август побудував католицьку церкву святого Августина в Кобургу. У склепі даної церкви поховані князь Август, принцеса Климентана, їх три сини: цар Фердинанд з Болгарії, князь Філіп і князь Август, також його дружина принцеса Леопольдіна з Бразилії та їх четверо синів.
Августа був нагороджений орденом Великого Хреста герцогства Саксонія-Ернезенланд, кавалером французького ордену Почесного легіону, бельгійського королівського ордену Леопольда.
Помер 26 липня 1881 року в віці 63 років в Палаці Ебенталь, Нижня Австрія. У 1885 році угорському скульптору Віктору Тилгнеру був замовлений пам'ятник покійному принцу Августу, який зараз знаходиться в Евфлійському особняку Кобург в Нижній Австрії. На пам'ятнику було написано :
«Auguste Louis Victor Duc de Saxe Prince de Saxe Cobourg Gotha. A mon mari bien aimè. 1843—1881. Clémentine.» (Август Людвіг, Віктор Герцог Саксонський князь Саксен-Кобург-Готський, мій улюблений чоловік 1843—1881 рр. Клементина).

## Родина
Дружина — Клементина Орлеанська
Діти:
- Фердинанд Філіп (1844—1921) — дружина принцеса Луїза Бельгійська (1858—1924 рр.), дочка короля Леопольда II

- Людвиг Август (1845—1907) — імператорський бразильський адмірал, дружина принцеса Леопольдіна Бразильська (1847—1871), дочка Педро II, імператора Бразилії

- Клотільда (1846—1927) — чоловік ерцгерцог Йосип Карл Людвіг Австрійський (1833—1905)

- Амалія (1848—1894) — чоловік герцог Максиміліан Емануїл Баварський (1849—1893)

- Фердинанд I (1861—1948) — цар Болгарії (1887—1918), 1 дружина принцеса Марія Луїза Бурбон-Пармська (1870—1899), 2 дружина принцеса Елеонора Ройсс-Кестрицька (1860—1917)